# David Peel (attore)
David Peel (Londra, 19 giugno 1920 – Londra, 4 settembre 1981) è stato un attore inglese.

## Biografia
Dopo aver frequentato Royal Academy of Dramatic Art, interpretò ruoli di contorno in varie produzioni cinematografiche, in alcuni casi senza essere accreditato.
Nel 1960 affiancò Peter Cushing nel film Le spose di Dracula, prodotto dalla Hammer Film Productions, in cui interpretò il ruolo del barone Meinster, giovane vampiro seguace di Dracula (personaggio che, malgrado il titolo, di fatto non compare nella pellicola) e che Van Helsing (Cushing) deve affrontare.
Dopo il ritiro definitivo dalle scene, alla metà degli anni sessanta, intraprese l'attività lavorativa nel mercato immobiliare.

## Filmografia parziale

### Cinema
- Squadron Leader X, regia di Lance Comfort (1943)
- La tigre del mare (We Dive at Dawn), regia di Anthony Asquith (1943)
- Escape to Danger, regia di Lance Comfort, Victor Hanbury (1943)
- L'ultima cena, regia di Luigi Giachino (1949)
- Operazione commandos (They Who Dare), regia di Lewis Milestone (1954)
- Lord Brummell (Beau Brummell), regia di Curtis Bernhardt (1954) - non accreditato
- Le spose di Dracula (The Brides of Dracula), regia di Terence Fisher (1960)
- Le mani dell'altro (The Hands of Orlac), regia di Edmond T. Gréville (1960) - non accreditato

### Televisione
- Le avventure di Charlie Chan (The New Adventures of Charlie Chan) – serie TV, episodio 1x25 (1958)
- Guglielmo Tell (The Adventures of William Tell) – serie TV, episodio 1x39 (1959)